# Olympische Sommerspiele 1992/Teilnehmer (Burkina Faso)
| Gelbes Symbol für Goldmedaillen mit stilisierten Olympischen Ringen | Graues Symbol für Silbermedaillen mit stilisierten Olympischen Ringen | Braundes Symbol für Bronzemedaillen mit stilisierten Olympischen Ringen |
| ------------------------------------------------------------------- | --------------------------------------------------------------------- | ----------------------------------------------------------------------- |
| —                                                                   | —                                                                     | —                                                                       |

Burkina Faso nahm bei den Olympischen Sommerspielen 1992 in Barcelona zum dritten Mal an einem olympischen Sommerturnier teil.

## Teilnehmer nach Sportart

### Judo
- Nonilobal Hien

### Leichtathletik
- Patrice Traoré
Herren, 100 m
- Franck Zio
Herren, Weitsprung
- Harouna Palé